# Айрис (фильм)
«Айрис» (англ. Iris) — художественный фильм, биографическая драма режиссёра Ричарда Айра, вышедшая на экраны в 2001 году.
Повествование рассказывает о жизни известной романистки Айрис Мёрдок; основой ленты стали мемуары Джона Бейли, мужа писательницы.

## Сюжет
В основе сюжета — воспоминания Джона Бейли, мужа писательницы Айрис Мёрдок, об их совместных годах жизни.
Бейли и Мёрдок познакомились в то время, когда работали преподавателями в Оксфордском университете. Застенчивый и нерешительный Джон Бейли влюбился в молодую, энергичную и харизматичную Айрис. К удивлению многих она ответила взаимностью парню и спустя некоторое время они поженились.
Брак Джон и Айрис был долгим и счастливым. Однако последние годы жизни писательницы омрачила болезнь Альцгеймера. Джон Бейли с горечью и отчаянием наблюдал, как постепенно угасает разум его любимой жены. Он долгое время самостоятельно ухаживал за ней и всячески поддерживал, но со временем уже не смог справиться с этой ношей. Джон поместил Айрис Мёрдок в дом престарелых, где она вскоре и умерла.

## В ролях
| Актёр           | Роль                     |
| --------------- | ------------------------ |
| Джуди Денч      | Айрис Мёрдок             |
| Кейт Уинслет    | Айрис Мёрдок в молодости |
| Джим Бродбент   | Джон Бейли               |
| Хью Бонневилль  | Джон Бейли в молодости   |
| Пенелопа Уилтон | Джанет Стоун             |
| Джульет Обри    | Джанет Стоун в молодости |
| Крис Маршалл    | доктор Гаджен            |
| Сэмюэл Уэст     | Морис в молодости        |

## Награды и номинации
Перечислены основные награды и номинации. Полный список см. на IMDb.com

### Награды
- 2001 — приз лучшему новому таланту на Берлинском кинофестивале (Хью Бонневилль)
- 2001 — две премии Национального совета кинокритиков США: лучшая мужская роль второго плана (Джим Бродбент), специальное упоминание за мастерство в киноискусстве
- 2002 — премия «Оскар» за лучшую мужскую роль второго плана (Джим Бродбент)
- 2002 — премия BAFTA за лучшую женскую роль (Джуди Денч)
- 2002 — премия «Золотой глобус» за лучшую мужскую роль второго плана (Джим Бродбент)
- 2002 — премия European Film Awards за лучшую женскую роль (Кейт Уинслет)

### Номинации
- 2001 — участие в основном конкурсе Берлинского кинофестиваля (Ричард Айр)
- 2002 — две номинации на премию «Оскар»: лучшая женская роль (Джуди Денч), лучшая женская роль второго плана (Кейт Уинслет)
- 2002 — 5 номинаций на премию BAFTA: лучший британский фильм (Роберт Фокс, Скотт Рудин, Ричард Айр), лучшая мужская роль (Джим Бродбент), лучшая мужская роль второго плана (Хью Бонневилль), лучшая женская роль второго плана (Кейт Уинслет), лучший адаптированный сценарий (Ричард Айр, Чарльз Вуд)
- 2002 — две номинации на премию «Золотой глобус»: лучшая женская роль — драма (Джуди Денч), лучшая женская роль второго плана (Кейт Уинслет)
- 2002 — 3 номинации на премию European Film Awards: лучшая мужская роль (Джим Бродбент и Хью Бонневилль), лучшая женская роль (Джуди Денч)
- 2002 — две номинации на Премию Гильдии киноактеров США: лучшая женская роль (Джуди Денч), лучшая мужская роль второго плана (Джим Бродбент)

За исполнение роли Мёрдок Джуди Денч и Кейт Уинслет получили по номинации на премию «Оскар». Это был второй случай в истории премии (и в карьере Уинслет), когда две актрисы номинировались за роль одного и того же персонажа, но в разных возрастных категориях. Первым прецедентом такого рода было выдвижение в 1998 году Уинслет и Глории Стюарт за роль Роуз в «Титанике» (1997).